# Świątynia Jowisza Obrońcy
Świątynia Jowisza Obrońcy – niezachowana do czasów współczesnych świątynia dedykowana Jowiszowi Obrońcy (Iuppiter Custos), stojąca w starożytności na rzymskim Kapitolu w pobliżu południowo-wschodniego narożnika świątyni Jowisza Najlepszego Największego.
Poprzedniczką świątyni była niewielka kapliczka dedykowana Jowiszowi Zbawcy (Iuppiter Conservator), wzniesiona z rozkazu Domicjana w okresie panowania cesarza Wespazjana. Upamiętniać miała ona zwycięstwo nad stronnikami Witeliusza podczas walk w roku 69. Wzniesiona została w miejscu domku stróża opiekującego się okręgiem świątyni Jowisza Najlepszego Największego, w którym Domicjan schronił się podczas szturmu witelian na Kapitol. Na stojącym w kaplicy ołtarzu umieszczono reliefy przedstawiające te wydarzenia.
Po swoim wstąpieniu na tron cesarski Domicjan rozkazał w miejscu dotychczasowej kaplicy wznieść dużych rozmiarów świątynię. Była to ostatnia spośród świątyń, jakie zbudowano na Kapitolu. W jej wnętrzu znajdował się posąg przedstawiający Jowisza trzymającego w objęciach Domicjana.
Podium świątyni zostało odsłonięte podczas prac archeologicznych przeprowadzonych w 1896 roku, zniszczono je jednak podczas budowy via di Monte Tarpeio (obecnie via del Tempio di Giove). Wyobrażenia świątyni zachowały się na reliefach zdobiących attykę Łuku Trajana w Benewencie oraz przypuszczalnie na jednym z reliefów pochodzących z Łuku Marka Aureliusza, znajdującym się w rzymskim Pallazo dei Conservatori.